# Aksjomat nieskończoności
Aksjomat nieskończoności – jeden z aksjomatów teorii mnogości. Mówi, że istnieje zbiór {\displaystyle X} spełniający dwa następujące warunki:
- {\displaystyle \varnothing \in X,}
- {\displaystyle \forall _{y\in X}(S(y)\in X),}

gdzie S(y) jest następnikiem porządkowym zbioru y:
{\displaystyle S(y)=y\cup \{y\}.}
Oznacza to, że do zbioru {\displaystyle X} należą:
- {\displaystyle \varnothing } nazwijmy go {\displaystyle A_{0},}
- {\displaystyle \{\varnothing \}} nazwijmy go {\displaystyle A_{1},}
- {\displaystyle \{\varnothing ,\{\varnothing \}\}} nazwijmy go {\displaystyle A_{2}}

itd.
Zbiór taki jest zbiorem nieskończonym – stąd nazwa aksjomatu.
Zbiór, który składa się z elementów {\displaystyle A_{0},A_{1},A_{2},\dots } (i żadnych innych), można utożsamić ze zbiorem liczb naturalnych, zbiory {\displaystyle A_{0},A_{1},A_{2},\dots } zaś utożsamić z liczbami {\displaystyle 0,1,2,\dots }
Zbiór spełniający warunki aksjomatu nazywamy zbiorem induktywnym.

## Formalne sformułowanie aksjomatu nieskończoności
Istnieje rodzina zbiorów {\displaystyle \mathbb {A} } o następujących własnościach:
- {\displaystyle \varnothing \in \mathbb {A} ,}
- jeśli {\displaystyle X\in \mathbb {A} ,} to w {\displaystyle \mathbb {A} } istnieje taki element Y, że {\displaystyle Y=X\cup \{X\}.}

Symbolicznie:
{\displaystyle \exists _{\mathbb {A} }\varnothing \in \mathbb {A} \wedge \forall _{X\in \mathbb {A} }\exists _{Y\in \mathbb {A} }\forall _{x}(x\in Y\Leftrightarrow x\in X\vee x=X)}.